# Lars Burgsmüller
Lars Burgsmüller (* 6. Dezember 1975 in Mülheim an der Ruhr) ist ein ehemaliger deutscher Tennisspieler.

## Karriere
Das einzige ATP-Turnier in seiner Karriere gewann er 2002 in Kopenhagen. Danach erreichte er mit Platz 65 seine höchste Position in der Weltrangliste. 2004 kam er noch einmal in ein Finale, das Endspiel von Shanghai verlor er jedoch gegen Guillermo Cañas. Im Doppel gewann Burgsmüller 2005 zusammen mit Philipp Kohlschreiber das Turnier in Ho-Chi-Minh-Stadt. Finalist war er außerdem in Casablanca (2000) und in ’s-Hertogenbosch (2004). 2003 spielte Lars Burgsmüller für Deutschland im Davis Cup. Von seinen drei Einzeln konnte er eines gewinnen.
2005 bestritt der damals 18-jährige Spanier Rafael Nadal sein allererstes Spiel bei den French Open gegen Burgsmüller, das er in drei Sätzen gewann.
Inzwischen ist Burgsmüller als Arzt an einem Essener Krankenhaus tätig.

## Erfolge
| Legende (Anzahl der Siege)                         |
| Grand Slam                                         |
| Tennis Masters Cup / ATP World Tour Finals         |
| ATP Masters Series / ATP World Tour Masters 1000   |
| ATP International Series Gold / ATP World Tour 500 |
| ATP International Series / ATP World Tour 250 (2)  |
| ATP Challenger Series (6)                          |

### Einzel

#### Turniersiege

##### ATP Tour
| Nr. | Datum            | Turnier    | Belag       | Finalgegner    | Ergebnis |
| --- | ---------------- | ---------- | ----------- | -------------- | -------- |
| 1.  | 11. Februar 2002 | Kopenhagen | Teppich (i) | Olivier Rochus | 6:3, 6:3 |

##### Challenger Tour
| Nr. | Datum             | Turnier   | Belag     | Finalgegner    | Ergebnis       |
| --- | ----------------- | --------- | --------- | -------------- | -------------- |
| 1.  | 5. Februar 1995   | Lippstadt | Teppich   | Jonas Svensson | kampflos       |
| 2.  | 8. Mai 1998       | Magdeburg | Teppich   | Andrei Pavel   | 6:4, 6:3       |
| 3.  | 3. August 2002    | Wrexham   | Hartplatz | Ivo Heuberger  | 6:2, 6:75, 6:4 |
| 4.  | 10. November 2002 | Eckental  | Teppich   | Björn Phau     | 7:63, 5:7, 6:4 |

#### Finalteilnahmen
| Nr. | Datum              | Turnier  | Belag     | Finalgegner     | Ergebnis |
| --- | ------------------ | -------- | --------- | --------------- | -------- |
| 1.  | 27. September 2004 | Shanghai | Hartplatz | Guillermo Cañas | 1:6, 0:6 |

### Doppel

#### Turniersiege

##### ATP Tour
| Nr. | Datum           | Turnier           | Belag   | Partner               | Finalgegner                    | Ergebnis      |
| --- | --------------- | ----------------- | ------- | --------------------- | ------------------------------ | ------------- |
| 1.  | 2. Oktober 2005 | Ho-Chi-Minh-Stadt | Teppich | Philipp Kohlschreiber | Ashley Fisher Robert Lindstedt | 5:7, 6:4, 6:2 |

##### Challenger Tour
| Nr. | Datum             | Turnier | Belag   | Partner          | Finalgegner                             | Ergebnis  |
| --- | ----------------- | ------- | ------- | ---------------- | --------------------------------------- | --------- |
| 1.  | 14. Dezember 1997 | Wismar  | Teppich | Michael Kohlmann | Bernardo Martínez Óscar Ortiz           | 6:4, 7:6  |
| 2.  | 7. November 1999  | Aachen  | Teppich | Takao Suzuki     | Juan Ignacio Carrasco Jairo Velasco Jr. | 7:64, 6:4 |

#### Finalteilnahmen
| Nr. | Datum          | Turnier          | Belag | Partner        | Finalgegner                       | Ergebnis       |
| --- | -------------- | ---------------- | ----- | -------------- | --------------------------------- | -------------- |
| 1.  | 10. April 2000 | Casablanca       | Sand  | Andrew Painter | Arnaud Clément Sébastien Grosjean | 6:7, 4:6       |
| 2.  | 14. Juni 2004  | ’s-Hertogenbosch | Rasen | Jan Vacek      | Martin Damm Cyril Suk             | 3:6, 7:67, 3:6 |